# Tim Nowak
Tim Nowak (* 13. August 1995 in Bad Mergentheim, Baden-Württemberg) ist ein deutscher Leichtathlet. Er tritt im Zehnkampf und Hallen-Siebenkampf an. In seiner Jugend startete er in diversen Laufdisziplinen und konnte Erfolge auf nationaler Ebene über 60 und 110 Meter Hürden erzielen.

## Sportliche Karriere

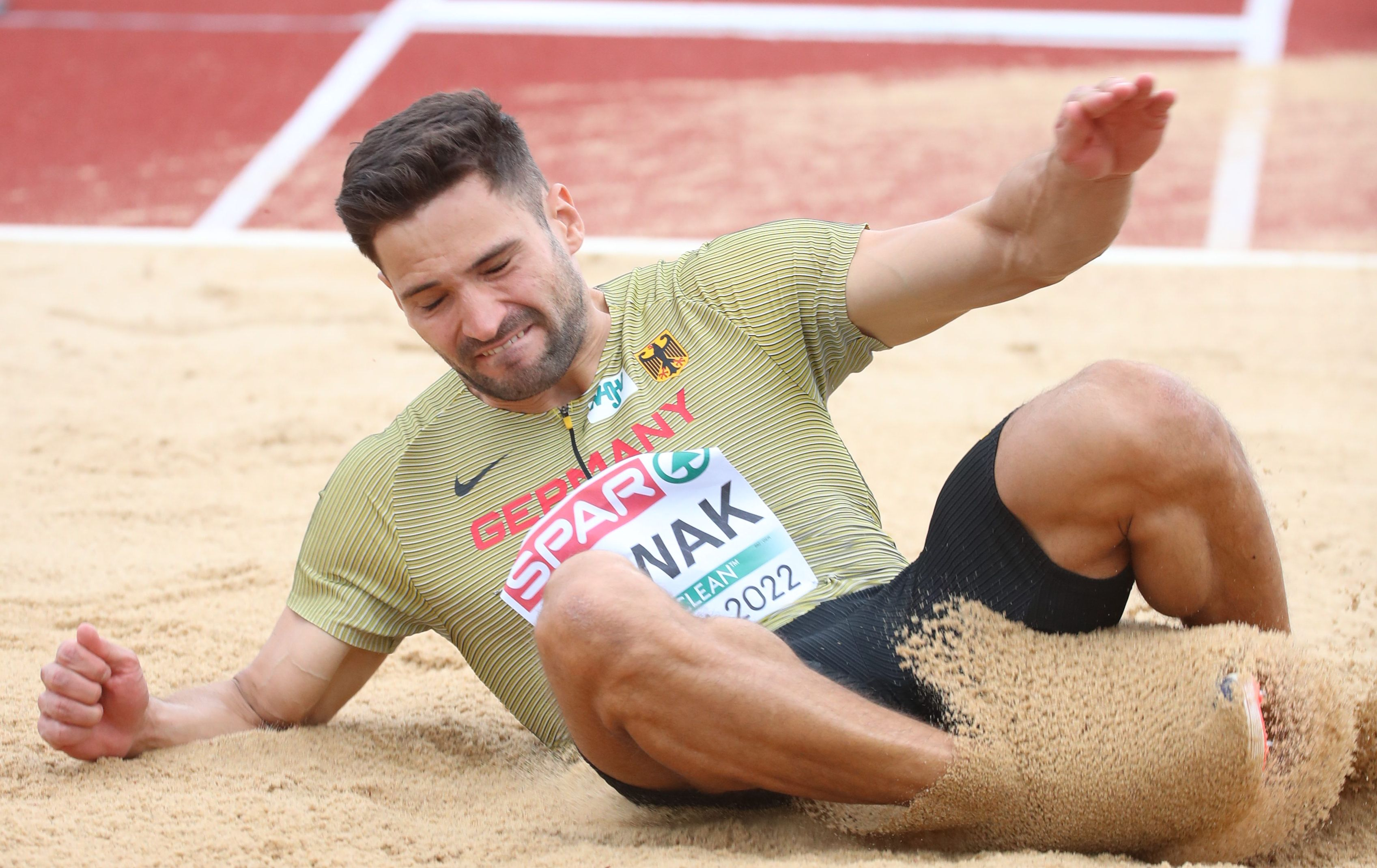
Nowak bei den European Championships 2022 in München

Mit 7827 Punkten startete er im Zehnkampf beim Mehrkampfmeeting in Ulm im Mai 2015 seinen Einstieg in die Männer-Altersklasse und lag damit 227 Punkte über der Norm für die U23-Europameisterschaften in Tallinn (Estland). Bei den Hallenweltmeisterschaften 2016 in Portland/Oregon (USA) beendete er den Siebenkampf mit der persönlichen Bestleistung von 5832 Punkten. Beim Mehrkampfmeeting in Halle/Saale feierte Tim Nowak am 6. Mai 2018 mit 8.037 Punkten seinen ersten 8.000er. Anschließend steigerte er sich beim Mehrkampf-Meeting Ratingen am 17. Juni auf 8.057 Punkte. Beim Thorpe Cup in Knoxville (Tennessee) reichten ihm 7.948 Punkte zum zweiten Platz. Zum Saisonabschluss wurde er beim Décastar im französischen Talence mit neuer persönlicher Bestleistung von 8.229 Punkten Dritter.
Nowak startet seit 2014 für den SSV Ulm 1846, zuvor war er bei der LG Hohenlohe.

## Erfolge

### National
- Deutscher U18-Hallenmeister 2012 (60 m Hürden)
- Deutscher U18-Hallenmeister Mehrkampf (Siebenkampf)[3]
- Deutscher U18-Meister 2012 (110 m Hürden)
- Deutscher U18-Meister Mehrkampf 2012 (Zehnkampf)[4]
- Deutscher U20-Hallenmeister 2013 (60 m Hürden)[5]
- Deutscher U20-Hallenmeister Mehrkampf 2013 (Siebenkampf)[6]
- Deutscher U20-Meister 2013 (110 m Hürden)
- Deutscher U20-Hallenvizemeister Mehrkampf 2014 (Siebenkampf)[7]
- 3. Platz Hallen-DM 2016 (Siebenkampf)
- 1. Platz Deutsche Mehrkampf-Meisterschaften 2021[8]

### International
- 3. Platz bei der U20-EM 2013 (Zehnkampf)
- 3. Platz bei der U20-WM 2014 (Zehnkampf)
- Teilnehmer U23-EM 2015
- 7. Platz Hallenweltmeisterschaften 2016 (Siebenkampf)

## Auszeichnungen
- Jugend-Leichtathlet des Jahres 2013 u. 2014